# Build a Nation
Build a Nation è un album dei Bad Brains, pubblicato nel 2007 dalla Megaforce Records.

## Tracce
1. Give Thanks and Praises – 2:25
2. Jah People Make the World Go Round – 2:09
3. Pure Love – 0:56
4. Natty Dreadlocks 'pon the Mountain Top – 3:32
5. Build a Nation – 1:44
6. Expand Your Soul – 2:49
7. Jah Love – 3:07
8. Let There Be Angels (Just Like You) – 2:27
9. Universal Peace – 3:04
10. Roll On – 4:04
11. Until Kingdom Comes – 3:19
12. In the Beginning – 1:32
13. Send You No Flowers – 2:32
14. Peace Be Unto Thee – 3:54
15. Married Again

## Formazione
- H.R. - voce
- Dr. Know - chitarra
- Darryl Jenifer - basso
- Earl Hudson - batteria